# Garaya
Garaya é um género botânico pertencente à família das orquídeas (Orchidaceae).